# Southwood
Southwood – wieś w Anglii, w Norfolk. W 1931 wieś liczyła 40 mieszkańców. Southwood jest wspomniana w Domesday Book (1086) jako Sudw(a)da/Suthuide/Sutwde.